# FA Premier League de 1998–99
A FA Premier League de 1998–99 (conhecida como FA Carling Premiership por motivos de patrocínio) foi a sétima temporada da Premier League, a principal divisão do futebol inglês, desde sua criação em 1992. O Manchester United conquistou o triplo título da liga, a Copa da Inglaterra e a Liga dos Campeões da UEFA. Eles garantiram seu quinto título da liga em sete temporadas depois de superar o Arsenal e o Chelsea em uma disputa acirrada pelo título, perdendo apenas três jogos da liga durante toda a temporada.
A temporada também foi a 100ª temporada do futebol de primeira divisão na Inglaterra, sem contar os anos perdidos durante as duas guerras mundiais. Dos clubes originais da primeira temporada da Football League, apenas Aston Villa, Blackburn Rovers, Derby County e Everton estavam presentes nessa temporada.
O Arsenal não conseguiu manter o título, apesar de ter a mesma pontuação da temporada anterior, 78 pontos, mas em um determinado momento parecia que estava prestes a conquistar o título, depois de vencer o rival Tottenham Hotspur, enquanto o Manchester United empatou com o Liverpool em 2 a 2. No entanto, o Manchester United seguiu em frente e aproveitou a derrota do Arsenal por 1 a 0 para o Leeds United na penúltima partida da temporada e, apesar de estar perdendo por 1 a 0 para o Tottenham no último dia, voltou a vencer por 2 a 1 e conquistou o título. Se não tivesse vencido, o Arsenal teria sido coroado campeão mais uma vez.
O Chelsea, que buscava se recuperar de um quarto lugar na temporada anterior, estava voando durante a maior parte da temporada e estava em uma boa posição para conquistar o primeiro título da liga em 44 anos. Os Blues estavam em segundo lugar no Natal e chegaram à liderança no Boxing Day. Uma derrota em Highbury no início de fevereiro foi apenas a segunda no campeonato durante toda a temporada e manteve o Chelsea em segundo lugar, a apenas um ponto da liderança. Por fim, três empates em abril contra adversários que poderiam ser vencidos (os times do meio da tabela, Middlesbrough e Leicester City, e o Sheffield Wednesday, ameaçado de rebaixamento) foi o que custou ao Chelsea o primeiro título da Premiership. Se tivessem vencido esses jogos, os Blues teriam sido campeões. O Chelsea teve de se contentar com o terceiro lugar, conquistando sua primeira participação na Liga dos Campeões.
Para alcançar o sucesso, o time do Manchester United foi alterado substancialmente durante a última temporada. Um total de mais de £28 milhões foi gasto com Dwight Yorke, Jaap Stam e Jesper Blomqvist, enquanto vários jogadores mais velhos deixaram o clube; Gary Pallister retornou ao Middlesbrough após nove anos por £2,5 milhões, enquanto Brian McClair voltou ao Motherwell em uma transferência gratuita. Em dezembro, no entanto, McClair estava de volta à Premier League como assistente de Brian Kidd no Blackburn Rovers.

## Regulamento
A Premier League é disputada por 20 clubes em dois turnos. Em cada turno, todos os times jogam entre si uma única vez. Os jogos do segundo turno não são realizados na mesma ordem do primeiro. Não há campeões por turnos, sendo declarado campeão da Inglaterra o time que obtiver o maior número de pontos após as 38 rodadas.

### Critérios de desempate
Caso haja empate de pontos entre dois clubes, os critérios de desempates serão aplicados na seguinte ordem:
1. Saldo de gols
2. Gols marcados

## Participantes

### Informações das equipes
| Equipe              | Cidade               | Estádio (mando)      | Capacidade | Material esportivo |
| ------------------- | -------------------- | -------------------- | ---------- | ------------------ |
| Arsenal             | Londres (Highbury)   | Arsenal Stadium      | 38.419     | Nike               |
| Aston Villa         | Birmingham           | Villa Park           | 42.573     | Reebok             |
| Blackburn Rovers    | Blackburn            | Ewood Park           | 31.367     | Uhlsport           |
| Charlton Athletic   | Londres (Charlton)   | The Valley           | 20.043     | Le Coq Sportif     |
| Chelsea             | Londres (Fulham)     | Stamford Bridge      | 42.055     | Umbro              |
| Coventry City       | Coventry             | Highfield Road       | 23.489     | Le Coq Sportif     |
| Derby County        | Derby                | Pride Park Stadium   | 33.597     | Puma               |
| Everton             | Liverpool (Walton)   | Goodison Park        | 40.569     | Umbro              |
| Leeds United        | Leeds                | Elland Road          | 40.242     | Puma               |
| Leicester City      | Leicester            | Filbert Street       | 22.000     | Fox Leisure        |
| Liverpool           | Liverpool (Anfield)  | Anfield              | 45.522     | Reebok             |
| Manchester United   | Manchester           | Old Trafford         | 68.174     | Umbro              |
| Middlesbrough       | Middlesbrough        | Riverside Stadium    | 30.000     | Erreà              |
| Newcastle United    | Newcastle upon Tyne  | St James' Park       | 52.387     | Adidas             |
| Nottingham Forest   | West Bridgford       | City Ground          | 30.445     | Umbro              |
| Sheffield Wednesday | Sheffield            | Hillsborough Stadium | 39.732     | Puma               |
| Southampton         | Southampton          | The Dell             | 15.200     | Pony               |
| Tottenham Hotspur   | Londres (Tottenham)  | White Hart Lane      | 36.240     | Pony               |
| West Ham United     | Londres (Upton Park) | Boleyn Ground        | 35.647     | Pony               |
| Wimbledon           | Londres (Selhurst)   | Selhurst Park        | 26.074     | Lotto              |

1. ↑  Devido ao fato de o Wimbledon não ter um estádio próprio, eles jogavam seus jogos de mando no Selhurst Park, que é o estádio do Crystal Palace.

### Mudança de treinadores
| Clube               | Antecessor                        | Motivo                       | Data da vaga           | Pos           | Sucessor                                          | Data da nomeação       |
| ------------------- | --------------------------------- | ---------------------------- | ---------------------- | ------------- | ------------------------------------------------- | ---------------------- |
| Sheffield Wednesday | Ron Atkinson                      | Fim do período como interino | 17 de maio de 1998     | Pré-temporada | Danny Wilson                                      | 6 de julho de 1998     |
| Everton             | Howard Kendall                    | Consenso mútuo               | 1 de julho de 1998     | Pré-temporada | Walter Smith                                      | 1 de julho de 1998     |
| Liverpool           | Roy Evans (encargo exclusivo)     | N/A                          | 1 de julho de 1998     | Pré-temporada | Roy Evans Gérard Houllier (auxiliares técnico)    | 1 de julho de 1998     |
| Newcastle United    | Kenny Dalglish                    | Demitido                     | 27 de agosto de 1998   | 13°           | Ruud Gullit                                       | 27 de agosto de 1998   |
| Tottenham Hotspur   | Christian Gross                   | Demitido                     | 5 de setembro de 1998  | 14°           | David Pleat Chris Hughton (treinador interino)    | 7 de setembro de 1998  |
| Tottenham Hotspur   | David Pleat Chris Hughton         | Fim do período como interino | 1 de outubro de 1998   | 13°           | George Graham                                     | 1 de outubro de 1998   |
| Leeds United        | George Graham                     | Contratado pelo Tottenham    | 1 de outubro de 1998   | 7°            | David O'Leary                                     | 1 de outubro de 1998   |
| Liverpool           | Roy Evans (como auxiliar-técnico) | Consenso mútuo               | 12 de novembro de 1998 | 11°           | Gérard Houllier (assumindo o controle exclusivo)  | 12 de novembro de 1998 |
| Blackburn Rovers    | Roy Hodgson                       | Demitido                     | 21 de novembro de 1998 | 20°           | Tony Parkes (treinador interino)                  | 21 de novembro de 1998 |
| Blackburn Rovers    | Tony Parkes                       | Fim do período como interino | 4 de dezembro de 1998  | 20°           | Brian Kidd                                        | 4 de dezembro de 1998  |
| Nottingham Forest   | Dave Bassett                      | Demitido                     | 5 de janeiro de 1999   | 20°           | Ron Atkinson (treinador interino)                 | 5 de janeiro de 1999   |
| Wimbledon           | Joe Kinnear                       | Licença médica               | 3 de março de 1999     | 6°            | Terry Burton Mick Harford (treinadores interinos) | 3 de março de 1999     |

1. ↑  Houllier se juntou a Evans como auxiliar técnico
2. ↑  Kinnear permaneceu contratado como técnico até o final da temporada e não retornou ao clube

## Classificação
| Pos | Equipe                | Pts | J  | V  | E  | D  | GP | GC | SG  | Classificação ou descenso                                                      |
| --- | --------------------- | --- | -- | -- | -- | -- | -- | -- | --- | ------------------------------------------------------------------------------ |
| 1   | Manchester United (C) | 79  | 38 | 22 | 13 | 3  | 80 | 37 | +43 | Classificado para a Primeira fase de grupos da Liga dos Campeões da UEFA       |
| 2   | Arsenal               | 78  | 38 | 22 | 12 | 4  | 59 | 17 | +42 | Classificado para a Primeira fase de grupos da Liga dos Campeões da UEFA       |
| 3   | Chelsea               | 75  | 38 | 20 | 15 | 3  | 57 | 30 | +27 | Classificado para a Terceira fase de eliminatória da Liga dos Campeões da UEFA |
| 4   | Leeds United          | 67  | 38 | 18 | 13 | 7  | 62 | 34 | +28 | Classificado para a Primeira fase da Copa da UEFA                              |
| 5   | West Ham United       | 57  | 38 | 16 | 9  | 13 | 46 | 53 | −7  | Classificado para a Terceira fase de eliminatória da Copa Intertoto da UEFA    |
| 6   | Aston Villa           | 55  | 38 | 15 | 10 | 13 | 51 | 46 | +5  |                                                                                |
| 7   | Liverpool             | 54  | 38 | 15 | 9  | 14 | 68 | 49 | +19 |                                                                                |
| 8   | Derby County          | 52  | 38 | 13 | 13 | 12 | 40 | 45 | −5  |                                                                                |
| 9   | Middlesbrough         | 51  | 38 | 12 | 15 | 11 | 48 | 54 | −6  |                                                                                |
| 10  | Leicester City        | 49  | 38 | 12 | 13 | 13 | 40 | 46 | −6  |                                                                                |
| 11  | Tottenham Hotspur     | 47  | 38 | 11 | 14 | 13 | 47 | 50 | −3  | Classificado para a Primeira fase de grupos da Liga dos Campeões da UEFA       |
| 12  | Sheffield Wednesday   | 46  | 38 | 13 | 7  | 18 | 41 | 42 | −1  |                                                                                |
| 13  | Newcastle United      | 46  | 38 | 11 | 13 | 14 | 48 | 54 | −6  | Classificado para a Primeira fase de grupos da Liga dos Campeões da UEFA       |
| 14  | Everton               | 43  | 38 | 11 | 10 | 17 | 42 | 47 | −5  |                                                                                |
| 15  | Coventry City         | 42  | 38 | 11 | 9  | 18 | 39 | 51 | −12 |                                                                                |
| 16  | Wimbledon             | 42  | 38 | 10 | 12 | 16 | 40 | 63 | −23 |                                                                                |
| 17  | Southampton           | 41  | 38 | 11 | 8  | 19 | 37 | 64 | −27 |                                                                                |
| 18  | Charlton Athletic (R) | 36  | 38 | 8  | 12 | 18 | 41 | 56 | −15 | Rebaixado para Football League First Division                                  |
| 19  | Blackburn Rovers (R)  | 35  | 38 | 7  | 14 | 17 | 38 | 52 | −14 | Rebaixado para Football League First Division                                  |
| 20  | Nottingham Forest (R) | 30  | 38 | 7  | 9  | 22 | 35 | 69 | −34 | Rebaixado para Football League First Division                                  |

1. ↑  O Tottenham Hotspur se classificou para a Copa da UEFA como vencedores da Copa da Liga.
2. ↑  Como o Manchester United se classificou para a Liga dos Campeões, sua vaga na Copa da UEFA como vencedor da Copa da Inglaterra ficou com o Newcastle United, o vice-campeão da final da Copa da Inglaterra de 1999.

## Resultados
| Mandante \ Visitante | ARS | AVL | BLB | CHA | CHE | COV | DER | EVE | LEE | LEI | LIV | MUN | MID | NEW | NFO | SHW | SOU | TOT | WHU | WIM |
| -------------------- | --- | --- | --- | --- | --- | --- | --- | --- | --- | --- | --- | --- | --- | --- | --- | --- | --- | --- | --- | --- |
| Arsenal              | —   | 1–0 | 1–0 | 0–0 | 1–0 | 2–0 | 1–0 | 1–0 | 3–1 | 5–0 | 0–0 | 3–0 | 1–1 | 3–0 | 2–1 | 3–0 | 1–1 | 0–0 | 1–0 | 5–1 |
| Aston Villa          | 3–2 | —   | 1–3 | 3–4 | 0–3 | 1–4 | 1–0 | 3–0 | 1–2 | 1–1 | 2–4 | 1–1 | 3–1 | 1–0 | 2–0 | 2–1 | 3–0 | 3–2 | 0–0 | 2–0 |
| Blackburn Rovers     | 1–2 | 2–1 | —   | 1–0 | 3–4 | 1–2 | 0–0 | 1–2 | 1–0 | 1–0 | 1–3 | 0–0 | 0–0 | 0–0 | 1–2 | 1–4 | 0–2 | 1–1 | 3–0 | 3–1 |
| Charlton Athletic    | 0–1 | 0–1 | 0–0 | —   | 0–1 | 1–1 | 1–2 | 1–2 | 1–1 | 0–0 | 1–0 | 0–1 | 1–1 | 2–2 | 0–0 | 0–1 | 5–0 | 1–4 | 4–2 | 2–0 |
| Chelsea              | 0–0 | 2–1 | 1–1 | 2–1 | —   | 2–1 | 2–1 | 3–1 | 1–0 | 2–2 | 2–1 | 0–0 | 2–0 | 1–1 | 2–1 | 1–1 | 1–0 | 2–0 | 0–1 | 3–0 |
| Coventry City        | 0–1 | 1–2 | 1–1 | 2–1 | 2–1 | —   | 1–1 | 3–0 | 2–2 | 1–1 | 2–1 | 0–1 | 1–2 | 1–5 | 4–0 | 1–0 | 1–0 | 1–1 | 0–0 | 2–1 |
| Derby County         | 0–0 | 2–1 | 1–0 | 0–2 | 2–2 | 0–0 | —   | 2–1 | 2–2 | 2–0 | 3–2 | 1–1 | 2–1 | 3–4 | 1–0 | 1–0 | 0–0 | 0–1 | 0–2 | 0–0 |
| Everton              | 0–2 | 0–0 | 0–0 | 4–1 | 0–0 | 2–0 | 0–0 | —   | 0–0 | 0–0 | 0–0 | 1–4 | 5–0 | 1–0 | 0–1 | 1–2 | 1–0 | 0–1 | 6–0 | 1–1 |
| Leeds United         | 1–0 | 0–0 | 1–0 | 4–1 | 0–0 | 2–0 | 4–1 | 1–0 | —   | 0–1 | 0–0 | 1–1 | 2–0 | 0–1 | 3–1 | 2–1 | 3–0 | 2–0 | 4–0 | 2–2 |
| Leicester City       | 1–1 | 2–2 | 1–1 | 1–1 | 2–4 | 1–0 | 1–2 | 2–0 | 1–2 | —   | 1–0 | 2–6 | 0–1 | 2–0 | 3–1 | 0–2 | 2–0 | 2–1 | 0–0 | 1–1 |
| Liverpool            | 0–0 | 0–1 | 2–0 | 3–3 | 1–1 | 2–0 | 1–2 | 3–2 | 1–3 | 0–1 | —   | 2–2 | 3–1 | 4–2 | 5–1 | 2–0 | 7–1 | 3–2 | 2–2 | 3–0 |
| Manchester United    | 1–1 | 2–1 | 3–2 | 4–1 | 1–1 | 2–0 | 1–0 | 3–1 | 3–2 | 2–2 | 2–0 | —   | 2–3 | 0–0 | 3–0 | 3–0 | 2–1 | 2–1 | 4–1 | 5–1 |
| Middlesbrough        | 1–6 | 0–0 | 2–1 | 2–0 | 0–0 | 2–0 | 1–1 | 2–2 | 0–0 | 0–0 | 1–3 | 0–1 | —   | 2–2 | 1–1 | 4–0 | 3–0 | 0–0 | 1–0 | 3–1 |
| Newcastle United     | 1–1 | 2–1 | 1–1 | 0–0 | 0–1 | 4–1 | 2–1 | 1–3 | 0–3 | 1–0 | 1–4 | 1–2 | 1–1 | —   | 2–0 | 1–1 | 4–0 | 1–1 | 0–3 | 3–1 |
| Nottingham Forest    | 0–1 | 2–2 | 2–2 | 0–1 | 1–3 | 1–0 | 2–2 | 0–2 | 1–1 | 1–0 | 2–2 | 1–8 | 1–2 | 1–2 | —   | 2–0 | 1–1 | 0–1 | 0–0 | 0–1 |
| Sheffield Wednesday  | 1–0 | 0–1 | 3–0 | 3–0 | 0–0 | 1–2 | 0–1 | 0–0 | 0–2 | 0–1 | 1–0 | 3–1 | 3–1 | 1–1 | 3–2 | —   | 0–0 | 0–0 | 0–1 | 1–2 |
| Southampton          | 0–0 | 1–4 | 3–3 | 3–1 | 0–2 | 2–1 | 0–1 | 2–0 | 3–0 | 2–1 | 1–2 | 0–3 | 3–3 | 2–1 | 1–2 | 1–0 | —   | 1–1 | 1–0 | 3–1 |
| Tottenham Hotspur    | 1–3 | 1–0 | 2–1 | 2–2 | 2–2 | 0–0 | 1–1 | 4–1 | 3–3 | 0–2 | 2–1 | 2–2 | 0–3 | 2–0 | 2–0 | 0–3 | 3–0 | —   | 1–2 | 0–0 |
| West Ham United      | 0–4 | 0–0 | 2–0 | 0–1 | 1–1 | 2–0 | 5–1 | 2–1 | 1–5 | 3–2 | 2–1 | 0–0 | 4–0 | 2–0 | 2–1 | 0–4 | 1–0 | 2–1 | —   | 3–4 |
| Wimbledon            | 1–0 | 0–0 | 1–1 | 2–1 | 1–2 | 2–1 | 2–1 | 1–2 | 1–1 | 0–1 | 1–0 | 1–1 | 2–2 | 1–1 | 1–3 | 2–1 | 0–2 | 3–1 | 0–0 | —   |

## Artilheiro
| Pos. | Jogador                 | Equipe            | Gols |
| ---- | ----------------------- | ----------------- | ---- |
| 1    | Jimmy Floyd Hasselbaink | Leeds United      | 18   |
| 1    | Michael Owen            | Liverpool         | 18   |
| 1    | Dwight Yorke            | Manchester United | 18   |
| 4    | Nicolas Anelka          | Arsenal           | 17   |
| 4    | Andy Cole               | Manchester United | 17   |
| 6    | Hámilton Ricard         | Middlesbrough     | 15   |
| 7    | Dion Dublin             | Aston Villa       | 14   |
| 7    | Robbie Fowler           | Liverpool         | 14   |
| 7    | Julian Joachim          | Aston Villa       | 14   |
| 7    | Alan Shearer            | Newcastle United  | 14   |